# 斧翅沙芥
斧翅沙芥（学名：Pugionium dolabratum）为十字花科沙芥属下的一个种。

## 扩展阅读
- 維基物種上的相關：斧翅沙芥